# Lee-Enfield

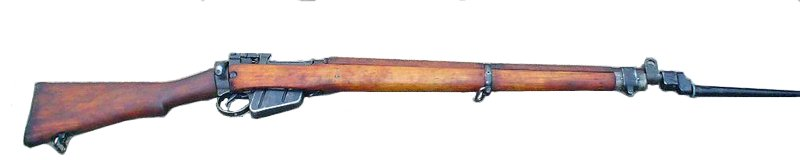
Een Lee-Enfield met bajonet

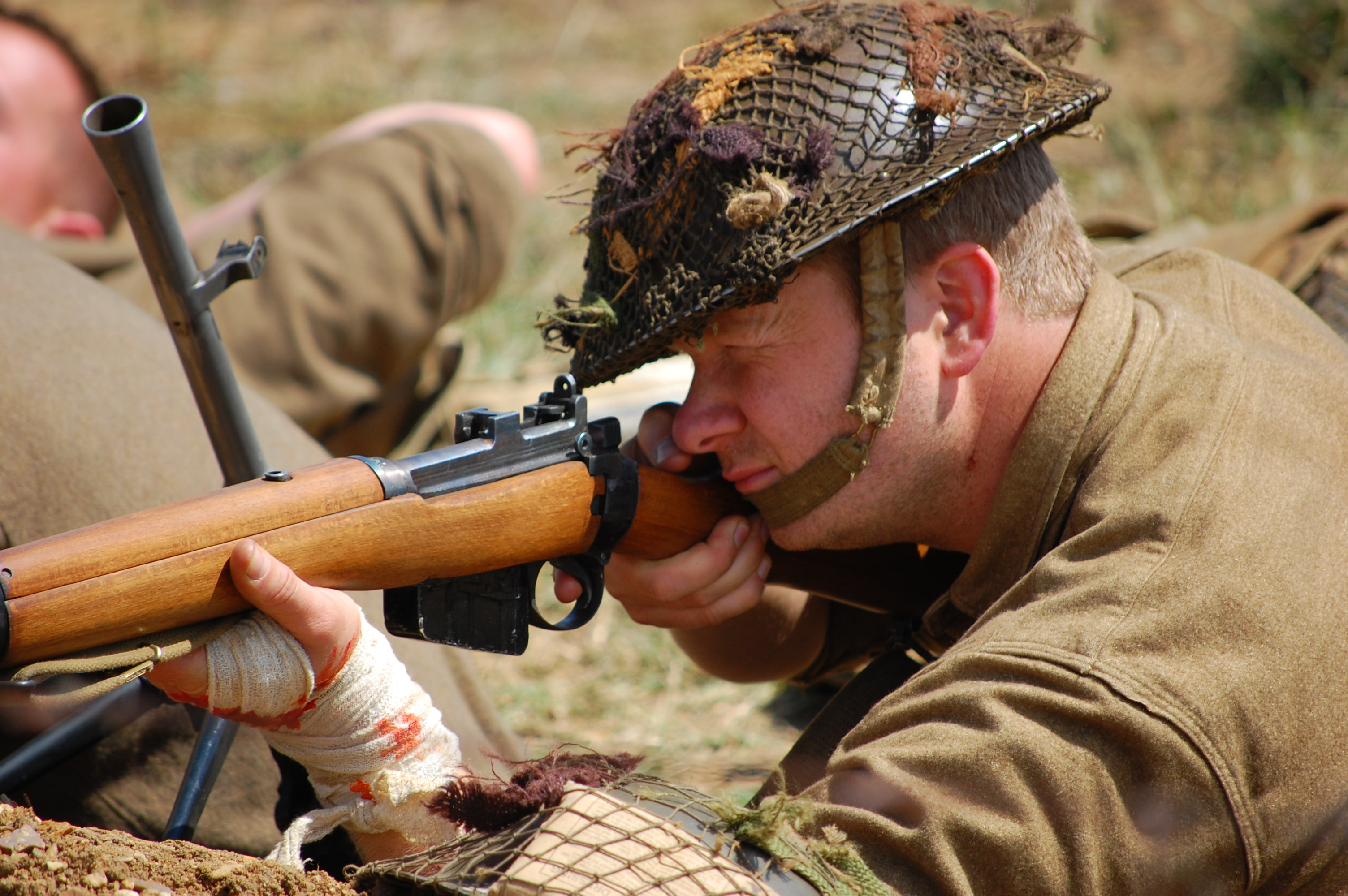
Acteur in Brits uniform met deels gemoderniseerde Lee-Enfield

De Lee-Enfield is een geweer dat door het Britse leger vanaf 1895 tot 1956 gebruikt werd. Het was het standaardwapen gedurende de eerste helft van de 20e eeuw, een bewogen periode waarin twee Wereldoorlogen voorkwamen en het Britse Rijk groeide en inkromp. De Lee-Enfield werd overgenomen door de koloniën van het Verenigd Koninkrijk en de bondgenoten van het Gemenebest, waaronder India, Australië, Nieuw-Zeeland en Canada.
Na de Tweede Wereldoorlog leverde het Verenigd Koninkrijk deze geweren onder andere aan de Belgische en Nederlandse krijgsmacht.
Het Lee-Enfield geweer werd verschillende malen gemodificeerd, zodat er een aantal diverse uitvoeringen in gebruik werden genomen; de meest opvallende wijziging is bekend als SMLE = Short Magazine Lee Enfield. Het kaliber is 0,303" en de patroon voor dit wapen is bekend als 0,303" British of 7,7 × 56 R. De benaming is samengesteld uit de naam van de uitvinder van het magazijn, de Amerikaan Lee, en de plaats waar de geweren werden ontworpen en gemaakt: Royal Ordnance Factory te Enfield.
De Lee-Enfield volgde de eerder gebruikte Martini-Henry, Martini-Enfield en Lee-Metford geweren op en hoewel het geweer in het Verenigd Koninkrijk in 1956 is vervangen door de FN FAL wordt het in verschillende delen van het voormalige Britse rijk nog steeds gebruikt.
De totale productie van alle Lee-Enfields wordt geschat op zeventien miljoen geweren, waarmee het een van de meest geproduceerde geweren in zijn type is.

## Sluipschuttersgeweer

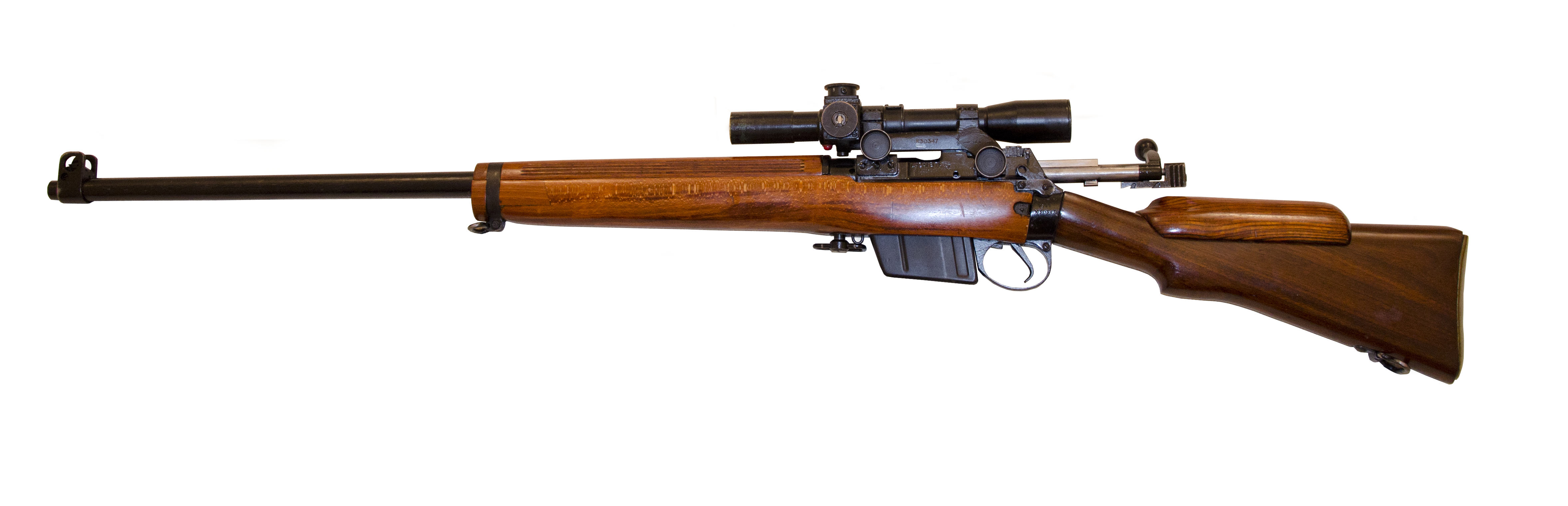
Sluipschuttersgeweer

Tijdens beide wereldoorlogen en de Korea-oorlog werden diverse modellen van de Lee-Enfield omgebouwd tot sluipschuttersgeweren, onder andere door er een telescoopvizier op te plaatsen.
Tijdens de Tweede Wereldoorlog werd de standaard No. 4 rifle, die op basis van onderzoek de meeste precisie had, omgebouwd tot sluipschuttersgeweer. Drie modellen, de No. 4 rifle Mk1 (1942), de No. 4 rifle Mk2 (1943) en de No. 4 rifle Mk3 (1944), werden hiervoor gebruikt.

## In Nederland
Van de Lee-Enfield waren twee modellen in gebruik: de No. 1 Mark III en No. 4 Mark I. Beide wapens werden na 1941 door het Nederlandse leger in gebruik genomen en in 1952 door de M1 Garand vervangen. Bij de Nationale Reserve werden de Lee-Enfield geweren echter tien jaar later vervangen door de Garand. Bij de Troepenmacht in Suriname bleef de Lee-Enfield in de bewapening tot 1963, waarna het geweer door de Garand werd vervangen.